# Laurent Truchot
Laurent Truchot (* 1962 in Paris) ist ein französischer Jurist. Er ist Richter am Gericht der Europäischen Union.

## Leben und Wirken
Truchot studierte Rechtswissenschaften am Institut d’études politiques de Paris, wo er 1984 seinen Abschluss erwarb. Ab 1986 besuchte er die École nationale de la magistrature, die er 1988 abschloss und anschließend als Richter am Landgericht Marseille in den französischen Staatsdienst eintrat. Von 1990 bis 1992 war er Referent im französischen Justizministerium. 1992 wechselte er in das französische Ministerium für Wirtschaft, Finanzen und Industrie, wo er stellvertretender Büroleiter und 1994 schließlich Büroleiter bei der Generaldirektion Wettbewerb, Verbrauch und Betrugsbekämpfung wurde. 1995 kehrte er in den Justizdienst zurück und fungierte wieder als Richter am Landgericht Nîmes. Ein Jahr später trat er in den Dienst des Gerichtshofs der Europäischen Union und wurde Rechtsreferent bei Generalanwalt Philippe Léger. 2001 kehrte er zurück nach Frankreich, wo er zum Richter am Kassationshof ernannt wurde.
2007 wurde er zum ersten Mal zum Richter am Gericht der Europäischen Union ernannt und war von 2010 bis 2013 bereits auch Kammerpräsident. Nach Ende seiner Amtszeit kehrte er an den Kassationshof zurück, wurde am 26. September 2019 aber ein zweites Mal zum Richter am Gericht der Europäischen Union ernannt. Seit dem 19. September 2022 ist er Kammerpräsident der Neunten Kammer.